# سینا سول
کریستی کوئینسینا کوارکوپوم (زاده ۳ مه ۱۹۹۷) که در شو بیز با نام سینا سول نیز شناخته می‌شود، خواننده، ترانه‌سرا و هنرمند غنائی است. او فینالیست مسابقه نمادهای موسیقی Vodafone Ghana 2014 است که در آکرا، غنا برگزار شد. کریستی کوئینسینا کوارکوپوم در آکرا از پدر و مادری غنائی متولد و بزرگ شد. او بومی قبیله گا غنا است. سینا سول تحصیلات دبیرستانی خود را در مدرسه بین‌المللی دیونگسترز و تحصیلات دبیرستانی خود را در دبیرستان دخترانه ابوری گذراند و به تحصیل در رشته روان‌شناسی و باستان‌شناسی در دانشگاه غنا ادامه داد. سینا دومین فرزند از سه فرزند خانواده است. او یک خواهر بزرگتر و کوچکتر دارد.